# 暈

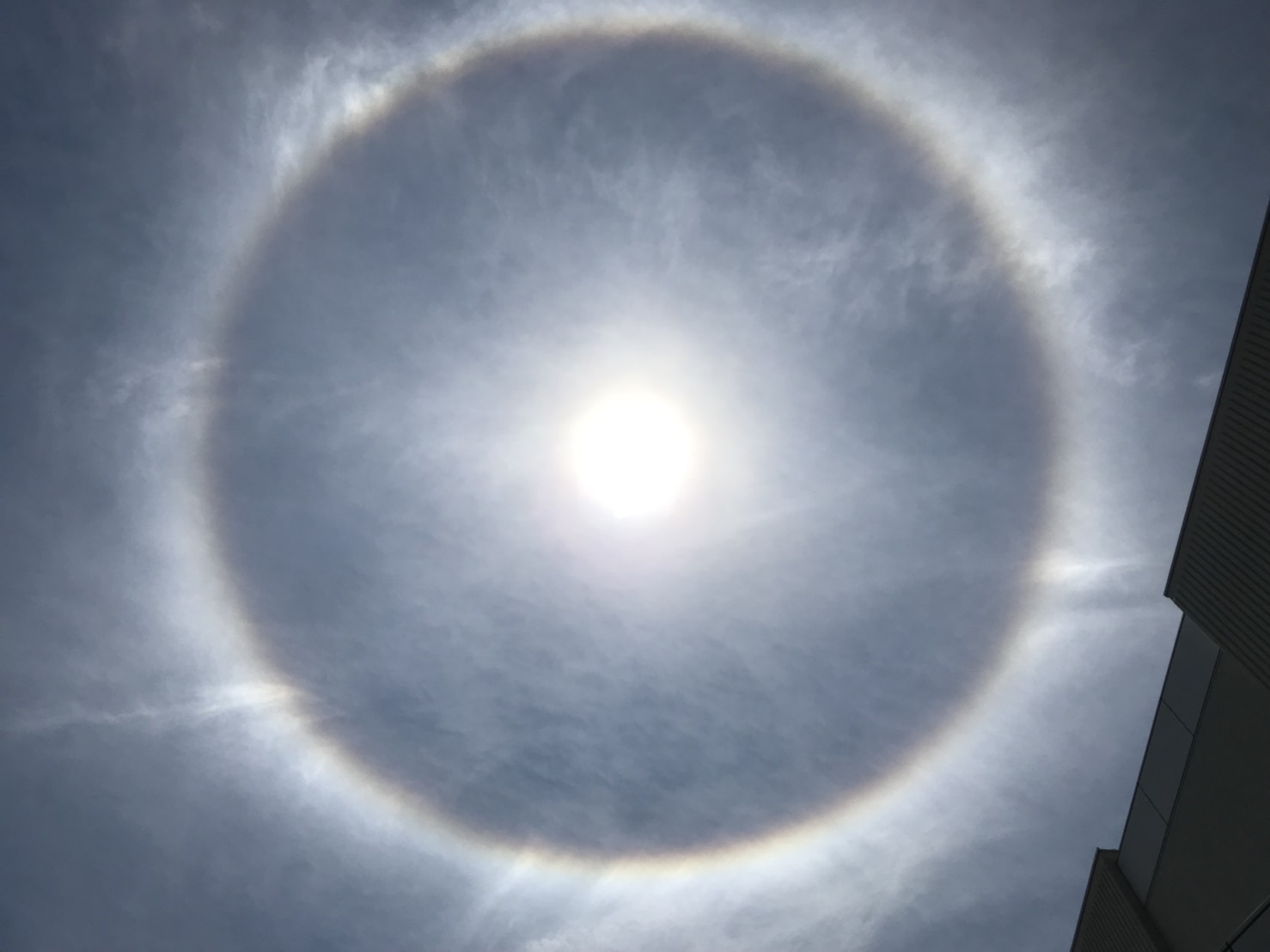
暈、2018年東京で観測

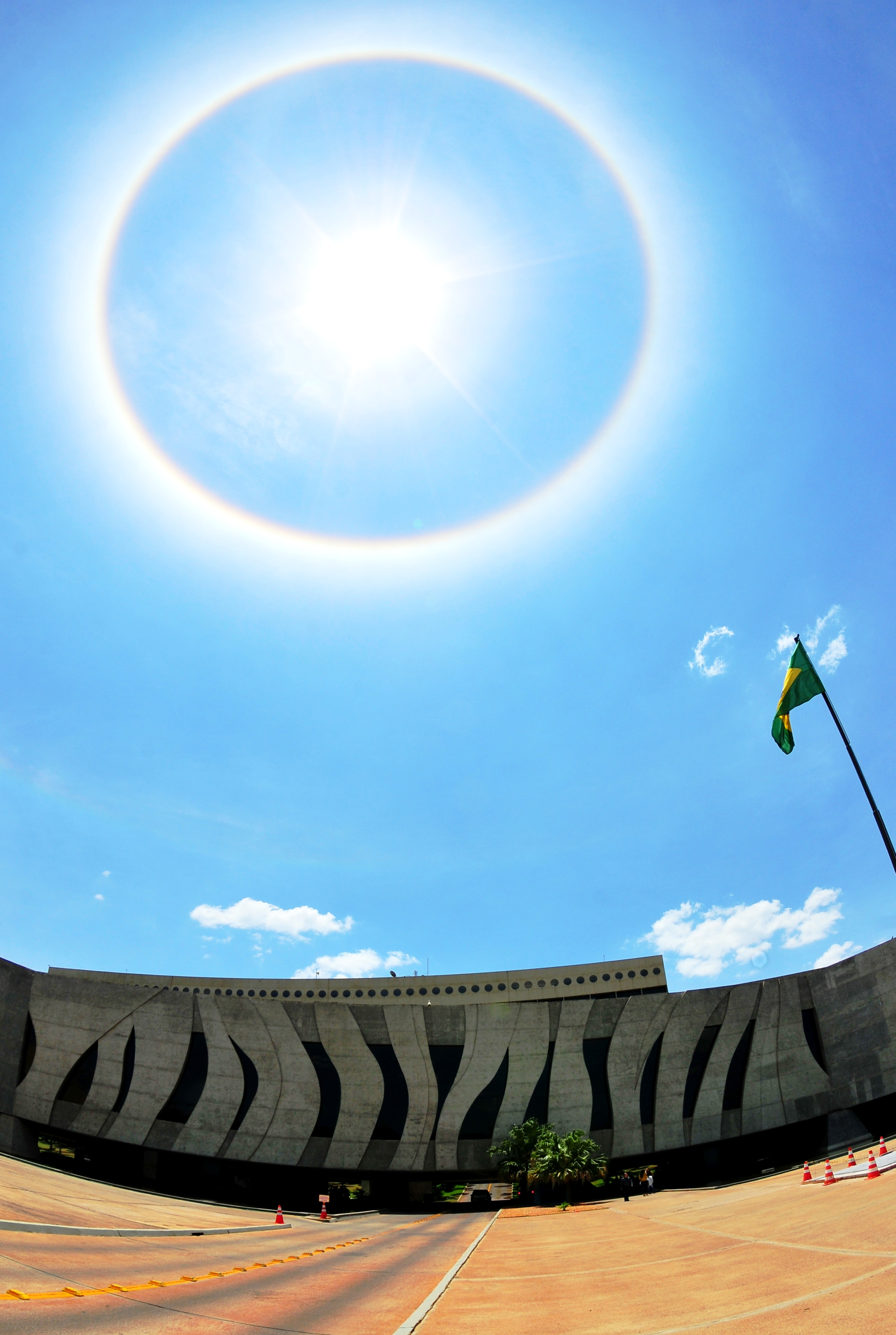
はっきりとした円を描く日中の暈（ブラジリア、ブラジル）

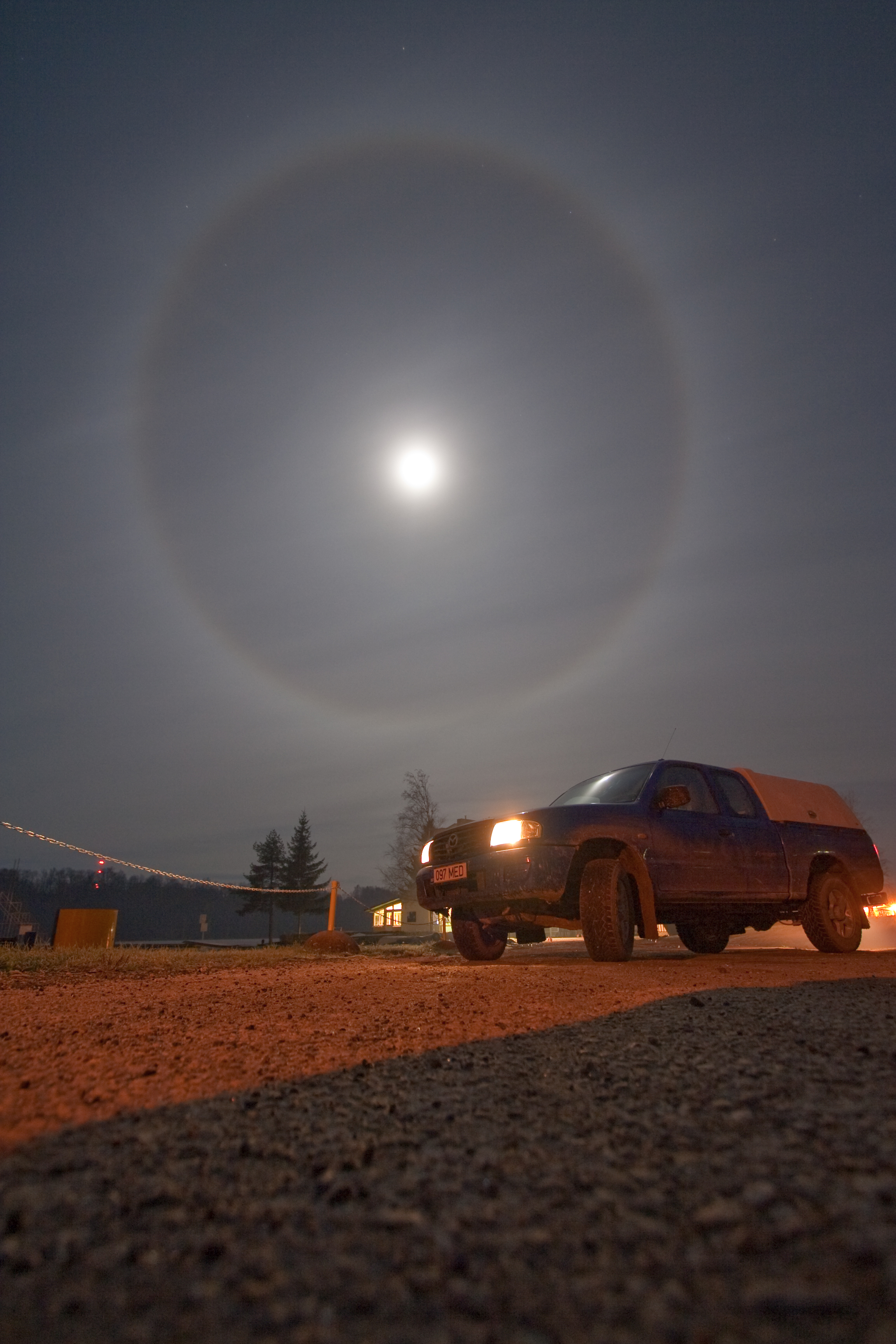
月暈

暈（かさ、英: halo [ˈheɪloʊ]、独: Halo [ˈhaːlo]）とは、太陽や月に薄い雲がかかった際にその周囲に光の輪が現れる大気光学現象のことである。ハロー現象とも呼ばれる。太陽の周りに現れたものは日暈（ひがさ、にちうん）、月の周りに現れたものは月暈（つきがさ、げつうん）という。虹のようにも見えることから白虹（はっこう、しろにじ）ともいう。

## 概説

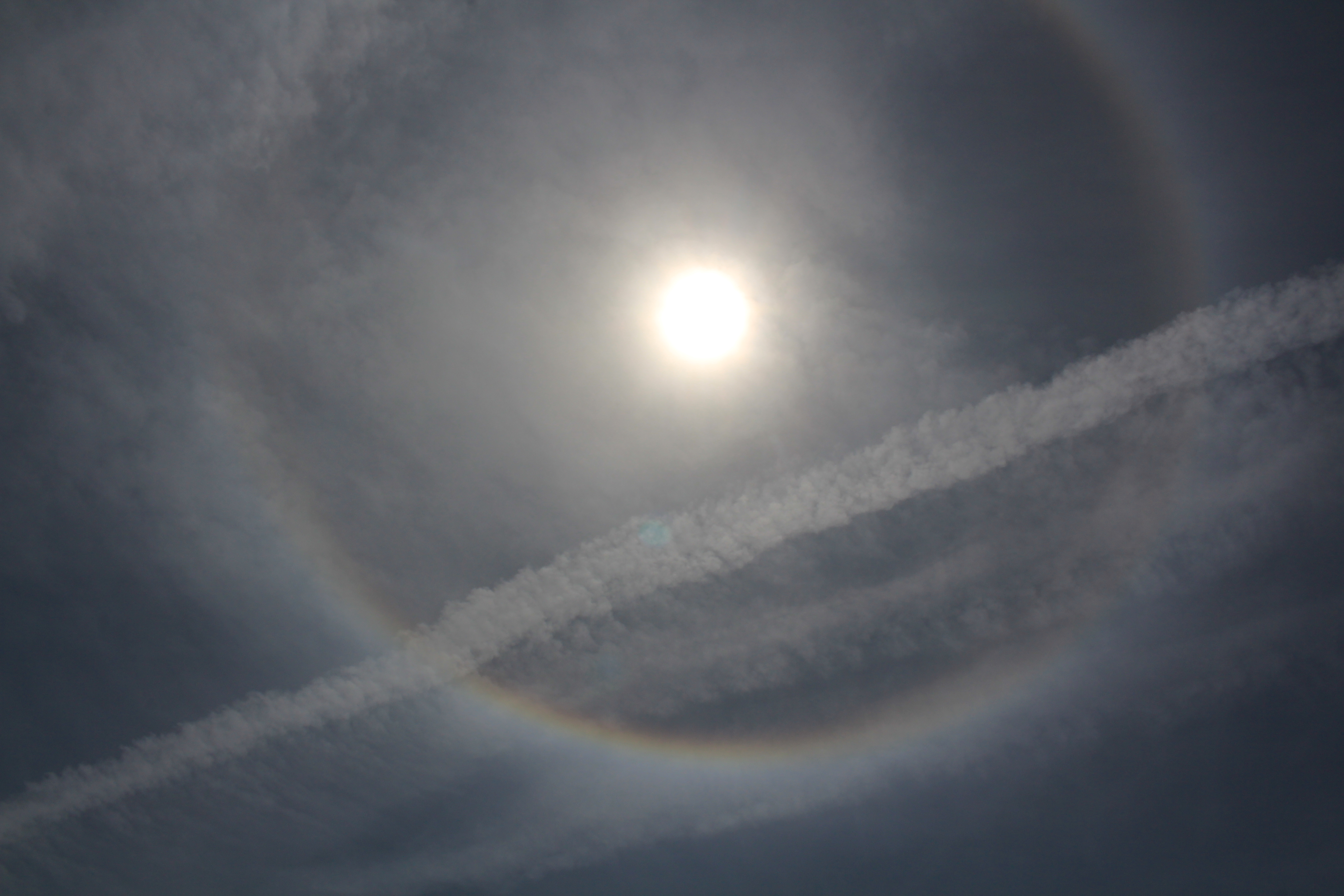
巻積雲、飛行機雲と暈

暈は雲を形成する氷晶がプリズムとしてはたらき、太陽や月からの光が氷晶の中を通り抜ける際に屈折されることで発生する。
暈を生じさせる雲は多くの場合、対流圏上層に発生し氷晶からなる巻層雲や巻積雲、巻雲である。高層雲、高積雲、乱層雲、積乱雲、層雲などは、氷晶が含まれていても少ない上に、氷粒に成長していて光の経路が複雑化しているため、暈が見られない。巻層雲、巻積雲、巻雲を形成する氷晶は多くの場合、単純な六角柱状の形をしている。氷晶のそれぞれの面は60度、90度、120度のいずれかの角を成しているため、氷晶は頂角60度、90度、120度のいずれかのプリズムとしてはたらく。
光線が六角柱状の氷晶のある側面から入射し、1つ側面を挟んだ別の側面から出る場合、この2つの面は60度の角を成しているため、氷晶は頂角60度のプリズムとしてはたらく。このとき氷晶の向きがランダムになっていると、屈折された太陽からの光が、太陽を中心とした半径（視半径）約22度の円として見える。実際には、半径22度の円の外側にも明るい部分が見え、外側に行くほど暗くなる。これを内暈（ないうん、うちがさ）または22°ハロという。
光線が六角柱状の氷晶の底面から入射し側面から出る場合、あるいは側面から入射し底面から出る場合には、この2つの面は90度の角を成しているため、氷晶は頂角90度のプリズムとしてはたらく。このとき氷晶の向きがランダムになっていると、屈折された太陽からの光が、太陽を中心とした半径（視半径）約46度の円として見える。これを外暈（がいうん、そとがさ）または46°ハロという。
光線が六角柱状の氷晶のある側面から入射し、隣りの側面から出ようとする場合、氷晶は頂角120度のプリズムとしてはたらく。しかし、この時は出ようとした光線は全反射されてしまうために、この頂角に対応する暈は存在しない。
観測される暈はほとんどが内暈であり、外暈が観測されることはかなり稀である。また雲を形成する氷晶の形が特殊な場合には、これ以外の位置に暈が現れることもある。

氷晶の屈折率は光の波長によって異なるため、暈も虹のように色に分かれて見える。内暈、外暈ともに内側が赤色、外側が紫色となっている。しかし実際には、氷晶の向きがランダムであるため、散乱などによって分光された色が混じり合ってしまい、白っぽく見えるだけのことが多い。色分れした色帯のうち、外側の赤色は他の色と重なり合わないため、内側の赤や黄色系のところだけが色付いて見えることが多い。

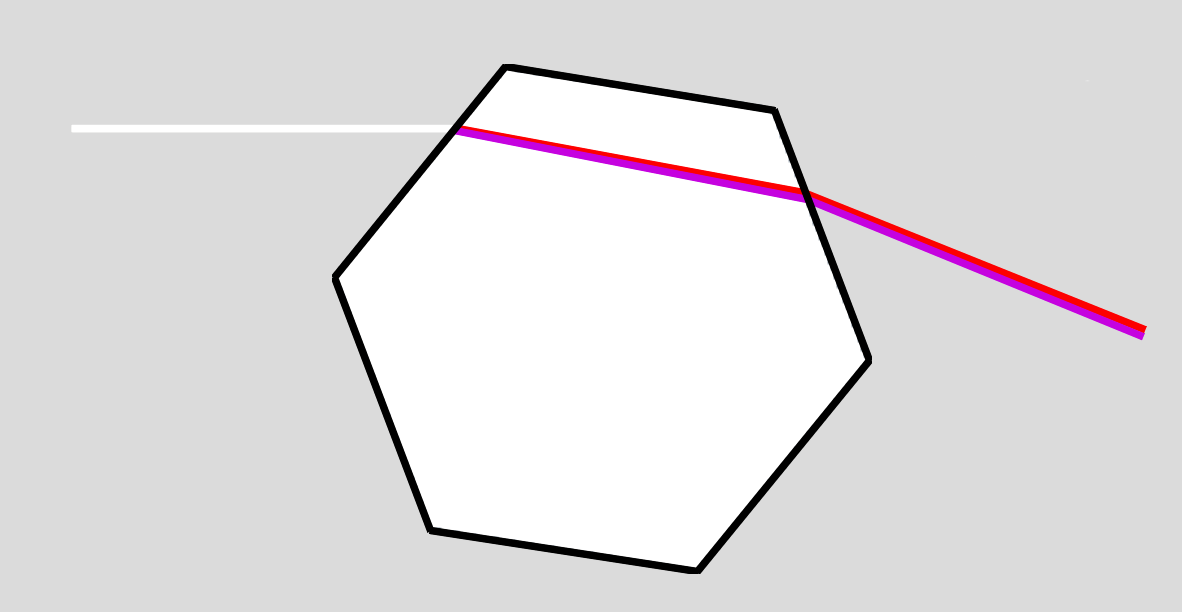
内暈の際に六角柱の氷晶を通る太陽光の模式図。六角柱の向きは氷晶によりばらばら。

「太陽や月に暈がかかると雨が近い」という言い伝えが伝わっている地方は多い。低気圧の温暖前線の前方には暈を発生させる巻層雲や巻雲などが存在し、暈は低気圧の接近に伴って発生することが多いためである、と同時に低気圧の接近による大気の引き込み現象により風が弱くなるために暈が出現しやすくなる。

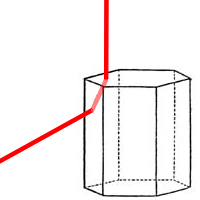
外暈の際に六角柱の氷晶を通る太陽光の模式図。六角柱の向きは氷晶によりばらばら。

このほかにも、暈のような大気光学現象が多数存在するが、楕円ではなく完全な円になりうるもので、かつ弧ではなく円周全体が見えるものは、太陽の反対側にできる光輪を除いて、暈（内暈・外暈）だけと言う説も有るが、光環は多い年では年に100日近く（太陽、月を合わせるともっと多い）、まれでは有るが全周幻日環も見られることがある。
暈（ハロ）には、半径22度（内暈）、半径46度（外暈）の2つの典型的なもののほかに、半径9度、半径18度、半径20度、半径23度、半径24度、半径35度のものなどが確認されている。いずれも二十面体のピラミッド型氷晶を通してできるが、光り具合が薄いものが多い。中でも半径9度のものは比較的濃く、観測しやすいが、半径が小さいものほど、太陽光の散乱の影響で周囲が明るくなるので判別しづらくなる。

## 白虹貫日
日暈は別名白虹ともいうが、中国では古代、白虹が太陽を貫くことは、兵乱の兆しとされた。白虹は干戈を、日は天子を表すという。司馬遷 (紀元前145年 - 没年不詳) の『史記』鄒陽列伝に「白虹日を貫けり。太子畏ぢたり」とあり、燕の太子丹（たん）の臣、荊軻（けいか）が始皇帝暗殺を謀った際、白い虹が日輪を貫き、暗殺成功を確信させたが、それでも丹は計画の失敗を恐れたという故事が見られる。他にも「彗星（妖星）の飛来」「太陽が2つ現れる」などが兵乱、大乱の予兆といわれるが、2つの太陽とは「幻日」のことであり、それと同時に観測されることが多い「幻日環」がここでいう白虹のことではないかとする説もある。また、戦前の大阪朝日新聞が報道記事に「白虹日を貫けり」という文言を掲載したために当局より弾圧を受けたという事件が起こった（「白虹事件」）。

また、日暈は、色や形により、様々な兆候を表していた。宋代の歴史書にはこうある。
「半分の暈は幸運を意味する。黄色の暈は幸運を意味する。黒色の暈は災害を意味する。緑色の暈は兵士と貴重な穀物を意味する。赤色の暈はイナゴを意味する」
「三重の暈は、軍隊の勃興を意味する。四重の暈は、大臣の反乱を意味する。五重の暈は、軍隊と飢餓を意味する。六重の暈は、戦争と追悼を意味する。七重の暈は、世界が滅びることを意味する」